# 대왕곰치
대왕곰치(giant moray)는 인도양 ~ 태평양에 서식하는 곰치속의 물고기이다. 학명은 김노토락스 야바니쿠스(Gymnothorax javanicus). 곰치 중 가장 덩치가 크다(다만 신장은 날씬곰치가 더 길다).
대왕곰치는 인도-태평양에 널리 퍼져 있으며, 홍해, 동아프리카, 핏케언에서 북쪽으로는 류큐와 하와이 제도, 남쪽으로는 누벨칼레도니, 피지, 남양군도에서도 발견된다. 산호초와 암초에 산다.
이름에서 알 수 있다시피, 대왕곰치는 곰치를 포함한 장어류 중 가장 덩치가 크다. 신장 3 미터, 체중 30 킬로그램까지 자란다. 새끼는 황갈색에 커다란 검은 반점이 나 있지만, 성체는 검은 얼룩무늬가 전체적으로 나고 머리와 아가미 주위로 표범 같은 점무늬가 생긴다.
대왕곰치는 주로 물고기나 갑각류를 잡아먹는다. 방랑산호참바리(Plectropomus pessuliferus)와 협력해서 사냥하는 것이 발견된 적도 있다.
대왕곰치는 먹이사슬의 최상위에 있기 때문에 먹었다가 시구아테라 중독을 일으킬 수 있다. 또한 잠수 중인 다이버에게 화가 나서 또는 별 이유 없이 공격을 가하기도 한다.

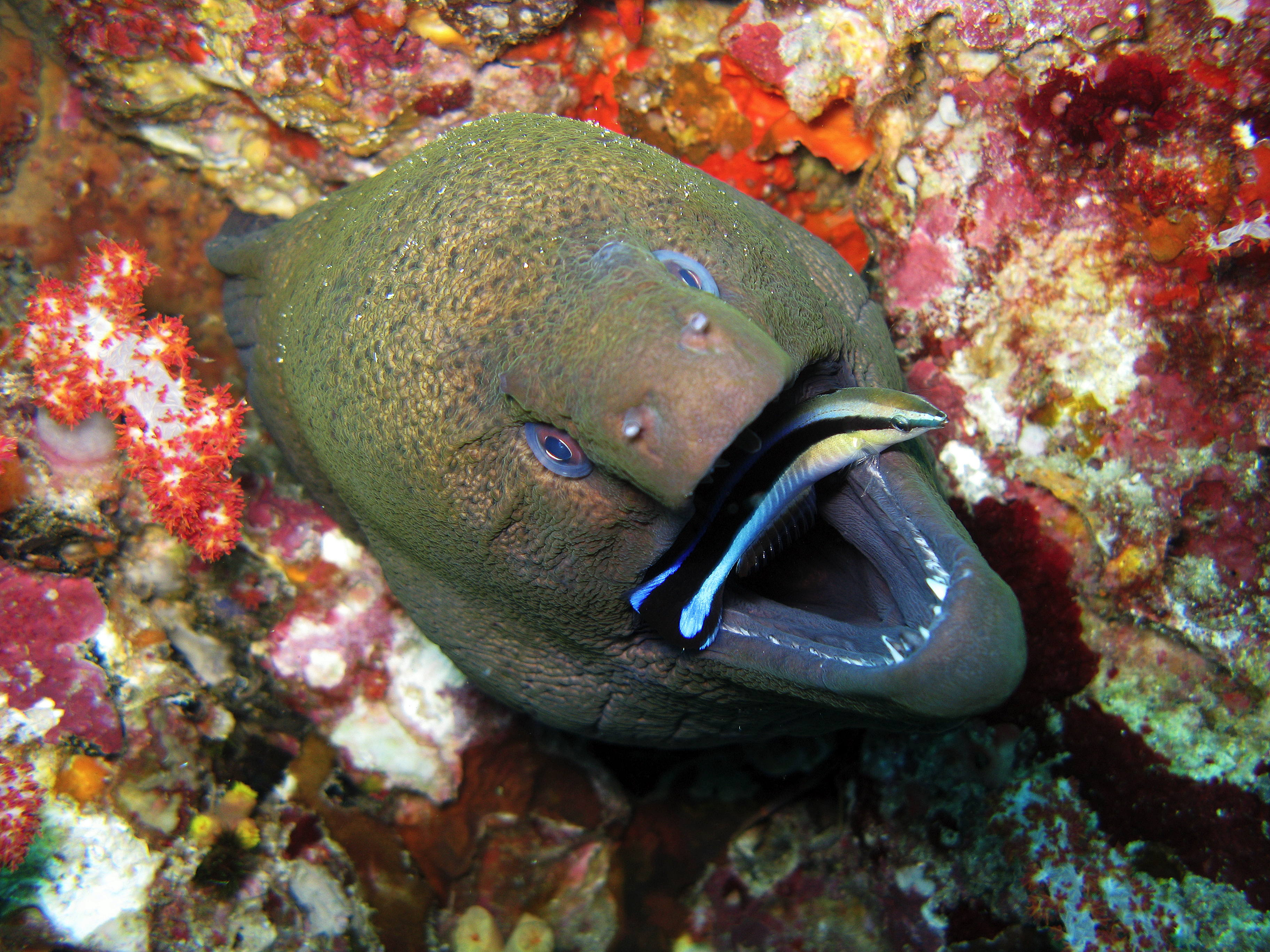
놀래기에게 이빨청소를 받는 대왕곰치.